# Rhodafra mariae
Rhodafra mariae är en fjärilsart som beskrevs av Hans Daniel Johan Wallengren. Rhodafra mariae ingår i släktet Rhodafra och familjen svärmare. Inga underarter finns listade.